# バタフライ (ウエイトトレーニング)
バタフライ （ウエイトトレーニング）はウエイトトレーニングの基本的種目の一つ。ペックフライ(peck fly)とも呼ばれる。大胸筋内側の筋肥大を促し、筋力を高めることができる。コントラクト種目で、大胸筋の形を整えるために行なわれることが多い。フィニッシュポジションで筋肉を十分に収縮させるのが主な目的であるため、必ずしもスタートポジションでめいっぱい腕を広げる必要は無い。フィニッシュポジションで静止する方法（ピーク・コントラクション）も有効である。

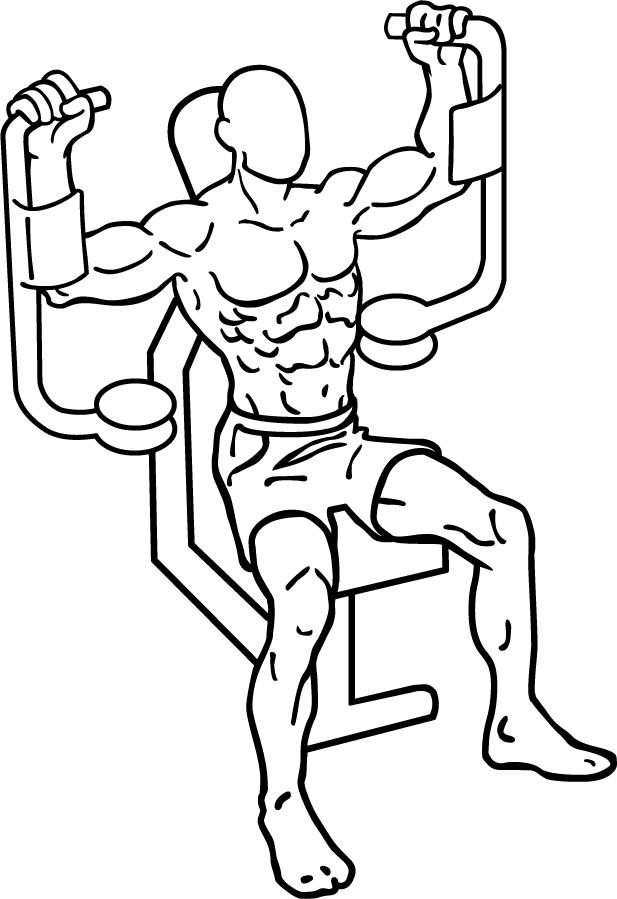
バタフライ(パッド式)(スタート)

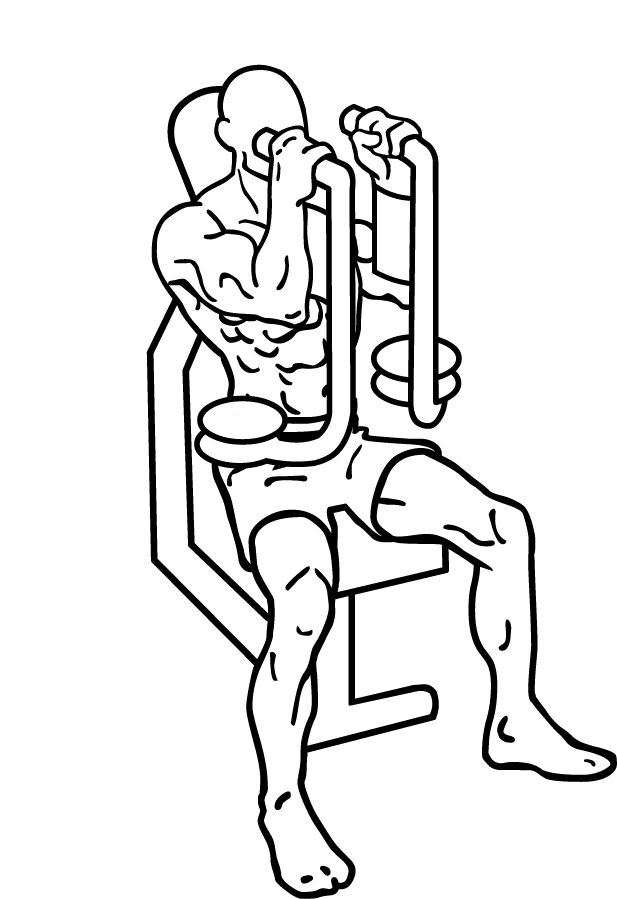
バタフライ(パッド式)(フィニッシュ)

## 具体的動作

### バタフライ
ハンドル式とパッド式がある。後者のマシンの場合は、上腕を水平にし、腕を曲げて前腕をパッドに密着させ、肘でパッドを押すようにする。
1. マシンのシートとアームの位置を調節してシートに座る。ハンドルを持って胸を張る。このとき、手のひらは前方を向くようにする。
2. 息を吐きながら、腕を伸展させたまま胸と肩の力で腕を閉じていく。
3. ハンドルが胸の前まできたら、息を吸いながら元の姿勢に戻る。
4. 2~3を繰り返す。

### デクライン・バタフライ
大胸筋下部の内側への効果が大きい。ハンドル式のマシンで行うことができる。
1. マシンのシートとアームの位置を調節してシートに浅く座る。肩は背もたれに着け、上体を後傾させる。ハンドルを持って胸を張る。このとき、手のひらは前方を向くようにする。
2. 息を吐きながら、腕を伸展させたまま胸と肩の力で腕を閉じていく。このとき、手のひらが徐々に上を向くようにしていく。手の小指側でハンドルを押すようにする。
3. ハンドルが胸の前まできたら、息を吸いながら元の姿勢に戻る。
4. 2~3を繰り返す。